# Florian Gebhard
Florian Gebhard (* 5. März 1960 in München) ist ein deutscher Orthopäde und Unfallchirurg. Gebhard ist seit 2007 Ärztlicher Direktor der Klinik für Unfallchirurgie, Hand-, Plastische und Wiederherstellungschirurgie Ulm, seit 2010 Prodekan der Medizinischen Fakultät der Universität Ulm und seit 2016 Präsident der Deutschen Gesellschaft für Unfallchirurgie (DGU) sowie Vizepräsident der Deutschen Gesellschaft für Orthopädie und Unfallchirurgie (DGOU).

## Leben
Nach seinem Studium der Humanmedizin (1979–1985) an der Ludwig-Maximilians-Universität München (LMU) war Gebhard zunächst als Stabsarzt und Taucherarzt bei der Bundeswehr tätig. Von 1987 bis 1989 arbeitete er als Assistenzarzt in der Abteilung für Unfallchirurgie und Verbrennungsmedizin des Bundeswehrzentralkrankenhauses Koblenz, anschließend bis 1993 als Assistenzarzt und Oberarzt in der Chirurgischen Abteilung des Bundeswehrkrankenhauses Ulm. Seine Facharztanerkennung für Chirurgie erwarb Gebhard 1993, zwei Jahre später folgte die Teilgebietsanerkennung Unfallchirurgie sowie die Bereichsbezeichnung Handchirurgie. Bis 2006 war Gebhard in der Abteilung für Unfallchirurgie, Hand- und Wiederherstellungschirurgie des Zentrums für Chirurgie der Universität Ulm tätig, zuletzt als Leitender Oberarzt. Hier habilitierte er sich 1998 auch. 2003 erhielt Gebhard eine außerplanmäßige Professur der Universität Ulm. Nach Rufen an die Universitäten Würzburg und Ulm ist Florian Gebhard seit 2007 Ärztlicher Direktor der Klinik für Unfallchirurgie, Hand-, Plastische und Wiederherstellungschirurgie der Universität Ulm. Im selben Jahr wurde er auf den Lehrstuhl für Unfallchirurgie berufen. Zudem ist Gebhard seit 2010 Prodekan der Medizinischen Fakultät der Universität Ulm. Florian Gebhard ist Sprecher des Sonderforschungsbereichs 1149 der Medizinischen Fakultät der Universität Ulm.

## Forschung
Zu den Forschungsschwerpunkten Florian Gebhards gehören posttraumatische Inflammation nach Polytrauma, dabei speziell die Bedeutung des Thoraxtrauma, klinische Untersuchungen zu Becken- und  Wirbelsäulenverletzungen, Studien zu augmentierten Implantaten, Computer-assistierte Operationsverfahren der Knochen und Gelenke und Intraoperative 3D-Bildgebung.

## Funktionen
Florian Gebhard ist seit 1994 Mitglied in der Deutschen Gesellschaft für Unfallchirurgie (DGU) und war aktiv im Nichtständigen Beirat sowie im Programmausschuss der DGU tätig. 2016 war er der Präsident der DGU und Stellvertretender Präsident der Deutschen Gesellschaft für Orthopädie und Unfallchirurgie (DGOU). Daneben ist er International Member der OTA und Mitglied in zahlreichen weiteren Fachgesellschaften. Gebhard ist im Editorial Board der Fachzeitschrift „Langenbeck’s Archives of Surgery“, des OP-Journals sowie Mitglied im Wissenschaftlichen Beirat der Fachzeitschrift „Der Unfallchirurg“. In der AOTrauma Deutschland (AOTD) ist er seit 2013 Vorsitzender der Education Commission und Vize-Präsident.
Florian Gebhard ist Mitglied des Stiftungsrates und President-elect der AO Foundation und Präsident der Deutschen Traumastiftung e.V.
Gebhard ist darüber hinaus als Gutachter für Fachzeitschriften wie „Der Unfallchirurg“, „Zeitschrift für Orthopädie und Unfallchirurgie“, „European Journal of Trauma“, „Langenbeck's Archives of Surgery“, „Clinical Orthopaedics and Related Research (CORR)“, „Journal of Orthopaedic Research (JORES)“, „European Spine Journal“ und „American Journal for Sports Medicine“ sowie bei der Deutschen Forschungsgemeinschaft (DFG) tätig.

## Ehrungen und Auszeichnungen
- Stipendiat der Studienstiftung des deutschen Volkes 1979-1985